# That Thing You Do (canção)
"That Thing You Do" é uma canção da banda fictícia The Wonders do filme That Thing You Do! de 1996. Composta por Adam Schlesinger especialmente para o filme, a canção foi um sucesso na vida real e atingiu a 41ª posição da Billboard Hot 100 e foi indicada ao Oscar e ao Globo de Ouro de Melhor Canção Original em 1997. A banda The Knack gravou um cover da canção em 1998 para a coletânea Proof: The Very Best of the Knack.

## Créditos

### No Filme
- James "Jimmy" Mattingly II (Johnathon Schaech) – vocal principal e guitarra base
- Lenny Haise (Steve Zahn) – vocal de apoio e guitarra solo
- T.B. Player (Ethan Embry) – baixo
- Guy "Shades" Patterson (Tom Everett Scott) – bateria[5]

### Na vida real
- Mike Viola – vocal principal
- Adam Schlesinger – vocal de apoio
- Andy Chase – engenheiro de áudio, produtor[6]

## Desempenho nas tabelas musicais
| Tabela (1996)                         | Melhor posição |
| ------------------------------------- | -------------- |
| Austrália (Kent Music Report)         | 50             |
| Canadá (RPM Adult Contemporary)       | 33             |
| Canadá (RPM Top Singles)              | 31             |
| Alemanha (Offizielle Deutsche Charts) | 90             |
| Reino Unido                           | 22             |
| Billboard Hot 100                     | 41             |
| Billboard Adult Contemporary          | 22             |
| Billboard Adult Top 40                | 18             |
| Billboard Top 40 Mainstream           | 24             |